# Goran Lazarevski
Goran Lazarevski (in macedone Горан Лaзapeвcки?; Prilep, 17 dicembre 1974) è un ex calciatore macedone, di ruolo centrocampista.